# EA Sports FC Mobile
EA SPORTS FC Mobile (tiền thân là FIFA Mobile) là một trò chơi mô phỏng bóng đá được phát triển bởi EA Mobile và EA Canada được phát hành bởi EA Sports cho iOS và Android. Trò chơi đã được phát hành vào ngày 11 tháng 10 năm 2016, cho iOS, Android, và Microsoft Windows. Trò chơi đã được công bố vào ngày 16 tháng 8 năm 2016 trong Gamescom 2016.

## Lối chơi
Lối chơi chủ yếu của tựa game này chủ yếu xoay quanh việc người dùng gần như trở thành một Huấn luyện viên, phát triển đội bóng riêng của bản thân dựa trên tiềm lực tài chính trong trò chơi cùng các cầu thủ mà người chơi có thể nhận được qua nhiều phần chơi khác nhau. Qua các giai đoạn phát triển của trò chơi, EA Sports FC Mobile hiện tại đã và đang có các phần trò chơi sau:
- Trò chơi mới "VS Attack" đã được giới thiệu với chế độ chơi tập trung vào giai đoạn tấn công của một trận đấu bóng đá. Trong trò chơi, người chơi sẽ phải tấn công đối thủ và đồng thời phòng ngự tránh phản công cho đến trước mùa giải thứ 6. Chế độ này có thể được chơi bởi nhiều người chơi theo lượt không đồng bộ.
- Trò chơi cũng cung cấp các sự kiện trực tiếp theo chủ đề về các sự kiện theo thế giới thực gần đây. Ngoài ra, trò chơi cũng có các trò chơi nhỏ dựa trên các kỹ năng như sút, chuyền, rê bóng và thủ môn.
- Thêm vào đó, trò chơi còn bao gồm các sự kiện dựa trên UEFA Champions League, Copa Libertadores và các giải đấu khác trên toàn thế giới.
Các lối chơi khác, xem phần Các chế độ chơi bên dưới.

## Các chế độ chơi
Đồ họa của trò chơi được đánh giá khá cao. Các cách điều khiển như sút, rê bóng chuyền đều rất dễ dàng. Chỉ số của đội được gọi là OVR (viết tắt của từ Overall). EA Sports có các chế độ chơi sau:
- League: Tại chế độ này người chơi có thể đối đầu với các đội bóng khác nhau của các HLV khác nhau trên thế giới; hoặc giữa các League với nhau và nhận về những phần quà.
- VS Attack (VSA): Người chơi sẽ đấu bằng những tình huống tấn công với đối thủ của mình. Lần lượt từng tình huống một. Nếu OVR hoặc Chemistry của người chơi càng cao thì sẽ có càng nhiều cơ hội tốt (Great Chance). Đôi khi người chơi sẽ gặp những đợt phản công (Counter Attack).
- Head to Head (H2H): Người chơi sẽ thi đấu trong 90 phút (trong game) với đối thủ. 
- Manager Mode: Người chơi sẽ thật sự trở thành huấn luyện viên, chỉnh sửa cách chơi đội bóng thông qua các Chiến thuật khác nhau (Tactic). Trong chế độ này người chơi phụ thuộc nhiều vào tính suy đoán để đưa ra chiến thuật hợp lý cùng chất lượng cầu thủ.
- Live Events: EA SPORTS FC Mobile có rất nhiều sự kiện khác nhau theo thời gian thật. Qua mỗi sự kiện, người chơi có thể nhận được các cầu thủ tốt để có OVR cao hơn.
- Challenge Mode: Trò chơi theo từng ngày sẽ mở ra các sự kiện khác nhau. Truy cập vào bất cứ phần nào để tham gia chinh phục các trận đấu H2H, Skill Challenge hay PVE Match để vượt qua vòng. Tùy mỗi phần mà người chơi tham gia sẽ có yêu cầu về phí tham gia hay phần thưởng khác nhau.
- Tournament Mode: Chế độ mô phỏng các giải đấu trên toàn thế giới, như Giải vô địch bóng đá thế giới (xuất hiện ở FIFA Mobile 23) và UEFA Champions League (xuất hiện từ FC Mobile 24).

## Các tính năng khác của trò chơi
- Market: Người chơi sẽ mua về hoặc là đấu giá hoặc bán cầu thủ trong Market. Tuy nhiên, người chơi sẽ không bán được những thẻ có gắn mác Untradeable. (thường là các thẻ cầu thủ được nhận miễn phí từ các sự kiện hoặc quà tặng của NPH).
- Exchange: Trong các sự kiện được diễn ra trong trò chơi, người chơi được phép trao đổi một cầu thủ ngẫu nhiên trong phần đã chọn bằng những cầu thủ có sẵn trong kho. Ví dụ như đổi một cầu thủ bất kỳ có OVR cao hơn bằng một hay nhiều cầu thủ có OVR thấp hơn,...
Từ phiên bản cập nhật năm 2023, một số tính năng mới (từng xuất hiện trước đó từ phiên bản Trung Quốc, Nhật Bản và Hàn Quốc của FIFA Mobile bắt đầu từ phiên bản FIFA Mobile 21) được thêm vào có thể kể tới như:
- Locker Room: cho phép người chơi tùy chỉnh câu lạc bộ của mình giống như một phòng thay đồ thật sự, cụ thể như:
+ Ball:  Người chơi được phép tùy chỉnh loại bóng được sử dụng trong trận đấu.
+ Appearance: Người chơi được phép tùy chỉnh ngoạị hình của các cầu thủ khi bước vào trận đấu (áo dài tay, tất ngắn hay dài, ...).
+ Number: Người chơi được phép tùy chỉnh số áo của cầu thủ.
+ User logo: Tùy chỉnh logo của người chơi (có thể là logo của các sự kiện hay logo của đội bóng có trong game - Crest)
+ Emotes: Tùy chỉnh cảm xúc của người chơi trong trận đấu.
+ Kit: Tùy chỉnh bộ áo đấu của câu lạc bộ của người chơi.

## Phát triển và phát hành
EA đã công bố trò chơi vào ngày 16 tháng 8 năm 2016 trong Gamescom 2016 và trò chơi đã được phát hành trên thế giới vào ngày 11 tháng 10 năm 2016 cho nền tảng iOS, Android.

Hình ảnh của Marco Reus đại diện cho tựa game FIFA Mobile năm 2017.

### FIFA Mobile 17
Vào ngày 23 tháng 6 năm 2016, EA Sports thông báo rằng J1 League và J.League Cup sẽ lần đầu tiên xuất hiện trong trò chơi. Vào ngày 4 tháng 9 năm 2016, EA Sports đã thông báo tại Brasil Game Show 2016 rằng 18 đội Campeonato Brasileiro Série A sẽ góp mặt trong giải đấu tương ứng của họ (Corinthians và Flamengo, những đội đã ký thỏa thuận độc quyền với Konami cho Pro Evolution Soccer, không xuất hiện). Năm đội Série B cũng tham gia trò chơi. Các đội Brazil trong trò chơi có tên cầu thủ chung mà người dùng không thể thay đổi.

### FIFA Mobile 18
Tựa game có giải đấu thứ ba của Bundesliga của Đức, Liga 3, và một lần nữa bao gồm Süper Lig của Thổ Nhĩ Kỳ sau khi EA gia hạn giấy phép với họ.
Tencent chính thức ra mắt phiên bản nội địa Trung Quốc của FIFA Mobile 18 với vài khác biệt so với FIFA Mobile Quốc Tế là có thêm chế độ Head to Head.

### FIFA Mobile 19
FIFA Mobile 19 giới thiệu UEFA Champions League. Nhà phát hành đã xác nhận rằng trò chơi sẽ có Serie A được cấp phép/có bản quyền tên các đội bóng của giải. Trò chơi sẽ bao gồm CSL, tựa game FIFA đầu tiên làm như vậy. Tuy nhiên, người ta đã xác nhận rằng trò chơi sẽ không bao gồm Giải Ngoại hạng Nga như trong FIFA Mobile 18 và các phiên bản FIFA Mobile trước đó. Các đội ở Giải Ngoại hạng Nga PFC CSKA Moscow, Spartak Moscow và Lokomotiv Moscow được giữ lại, trong khi Dinamo Zagreb, Dynamo Kyiv, Slavia Praha và Viktoria Plzen được thêm vào trò chơi. Boca Juniors xuất hiện với tư cách là Buenos Aires FC trong trò chơi kể từ khi câu lạc bộ ký hợp đồng với Konami; vì những lý do tương tự, Colo-Colo xuất hiện với tư cách là CD Viñazur. Một lần nữa, do Konami đảm bảo các thỏa thuận với một số câu lạc bộ Brazil, Campeonato Brasileiro Série A được giới thiệu ở dạng chưa hoàn chỉnh, lần này chỉ có 15 câu lạc bộ, với sự thiếu sót đáng chú ý là São Paulo, Palmeiras, Corinthians, Flamengo và Vasco da Gama, tất cả đều là đối tác của Konami. Các câu lạc bộ Brazil còn lại, mặc dù xuất hiện với nhãn hiệu được cấp phép, nhưng lại không có bất kỳ cầu thủ nào của họ được cấp phép do tranh chấp tư pháp đang diễn ra về quyền hình ảnh, được thương lượng riêng với từng cầu thủ, không giống như các quốc gia khác.
Sau hai mùa giải trước sử dụng engine FIFA 08 cũ, lần đầu tiên trò chơi đổi sang Impact Engine, vốn trước đây được sử dụng cho phiên bản di động của FIFA 16 Ultimate Team.

### FIFA Mobile 20
Trò chơi có hơn 30 giải đấu chính thức, hơn 700 câu lạc bộ và hơn 17.000 người chơi. Nó lần đầu tiên bao gồm Giải bóng đá vô địch quốc gia Romania Liga 1 và 14 đội của nó cũng như Giải Siêu cúp Ấn Độ (ISL) với tất cả 11 câu lạc bộ, cũng như câu lạc bộ UAE, Al Ain, những đội đã được thêm vào sau nhiều yêu cầu từ người hâm mộ ở giải đấu này.
NEXON chính thức phát hành phiên bản nội địa Nhật Bản và Hàn Quốc của FIFA Mobile 20 với một số thay đổi về đồ họa và lối chơi tương tự phiên bản nội địa Trung Quốc của Tencent.

### FIFA Mobile 21
FIFA Mobile 21 được phát hành vào ngày 2 tháng 11 năm 2020. Mùa giải FIFA Mobile này chứng kiến sự bổ sung của chế độ Trận đấu Liên đoàn. Phiên bản Trung Quốc, Nhật Bản và Hàn Quốc còn có những thay đổi khác về đồ họa và lối chơi, những thay đổi này sau này được sử dụng cho phiên bản FIFA Mobile 22 Quốc tế.

### FIFA Mobile 22
EA Sports đã công bố sự xuất hiện của FIFA Mobile 22 dành cho thiết bị Android và iOS. FIFA Mobile mùa này có nhiều thay đổi hơn về mặt đồ họa và lối chơi tương tự như phiên bản FIFA Mobile 21 của Trung Quốc, Nhật Bản và Hàn Quốc. Hệ thống thị trường mới được giới thiệu. Các khu vực cũng được thêm vào dựa trên vị trí, người chơi chỉ có thể chơi với những người khác trong khu vực của họ. Bản cập nhật năm 2022 cũng chứng kiến sự loại bỏ 'Stamina'. Các câu lạc bộ như Ferencvárosi TC, Hajduk Split, Wrexham FC và APOEL FC đã được thêm vào trò chơi. EA đã phát hành FIFA Mobile 22 vào ngày 18 tháng 1 năm 2022.

### FIFA Mobile 23
Vào tháng 11 năm 2022, FIFA Mobile 23 (mùa giải cuối cùng cho đến khi trò chơi được đổi tên thành EA SPORTS FC Mobile) được phát hành dưới dạng bản cập nhật mùa giải của FIFA Mobile 22, với một số thay đổi như Advanced Pasing và đội hình sẽ không được đặt lại sau khi chuyển sang mùa giải mới. FIFA Mobile 23 là trò chơi bóng đá di động đầu tiên có chế độ giải đấu FIFA World Cup 2022.

### EA SPORTS FC Mobile 24
Bài viết chi tiết: EA SPORTS FC Mobile 24
Đã có thông báo rằng EA SPORTS FC Mobile 24, phiên bản kế nhiệm của FIFA Mobile, sẽ được ra mắt vào ngày 26 tháng 9 năm 2023, sau sự phân chia giữa EA và FIFA, với các tính năng bao gồm lối chơi xuyên khu vực,  Power Shot và chế độ giải đấu UEFA Champions League. Giải Copa Libertadores cũng lần đầu xuất hiện ở FC Mobile với vai trò là một Live Event. 